# PRTFDC1
PRTFDC1 (англ. Phosphoribosyl transferase domain containing 1) — білок, який кодується однойменним геном, розташованим у людей на 10-й хромосомі. Довжина поліпептидного ланцюга білка становить 225 амінокислот, а молекулярна маса — 25 674.
| 10         |  | 20         |  | 30         |  | 40         |  | 50         |
| ---------- |  | ---------- |  | ---------- |  | ---------- |  | ---------- |
| MAGSSEEAPD |  | YGRGVVIMDD |  | WPGYDLNLFT |  | YPQHYYGDLE |  | YVLIPHGIIV |
| DRIERLAKDI |  | MKDIGYSDIM |  | VLCVLKGGYK |  | FCADLVEHLK |  | NISRNSDRFV |
| SMKVDFIRLK |  | SYRNDQSMGE |  | MQIIGGDDLS |  | TLAGKNVLIV |  | EDVVGTGRTM |
| KALLSNIEKY |  | KPNMIKVASL |  | LVKRTSRSDG |  | FRPDYAGFEI |  | PNLFVVGYAL |
| DYNEYFRDLN |  | HICVINEHGK |  | EKYRV      |  |            |  |            |

A: Аланін

C: Цистеїн

D: Аспарагінова кислота

E: Глутамінова кислота

F: Фенілаланін

G: Гліцин

H: Гістидин

I: Ізолейцин

K: Лізин

L: Лейцин

M: Метіонін

N: Аспарагін

P: Пролін

Q: Глутамін

R: Аргінін

S: Серин

T: Треонін

V: Валін

W: Триптофан

Задіяний у таких біологічних процесах, як ацетилювання, альтернативний сплайсинг.  
Білок має сайт для зв'язування з нуклеотидами, іонами металів, іоном магнію. 